# Gustave Fahy
Gustave Alphonse Fahy (Nanterre, 1º marzo 1880 – Nanterre, 18 agosto 1967) è stato un ginnasta francese.
Partecipò ai Giochi olimpici del 1900 di Parigi nella gara degli esercizi combinati dove si classificò sesto con 283 punti.